# Abbael II
Abbael II va ser rei d'Alep (abans regne de Iamkhad) i va regnar a la meitat del segle xvi aC després de la retirada dels hitites d'aquells territoris.
Abbael es coneix pel seu segell reial que va utilitzar un descendent seu, Niqmepa, rei d'Alalakh com a segell dinàstic. Aquest segell diu que era "un rei poderós, servent d'Hadad, estimat d'Hadad i devot d'Hadad", els títols que feien servir els reis de Iamkhad.
Segons l'historiador Trevor Bryce, Sarra-El, el pare d'Abbael II, va restaurar la ciutat d'Alep, però altres historiadors creuen que va ser ell qui ho va fer. En temps del seu pare o potser ell mateix, va estendre el seu territori conquerint alguns estats propers, com ara el Regne de Niya, Amae i Mukish o Alalakh. Se sap que hi van regnar, abans de què Mitanni conquerís el territori, Sarra-El, Abbael II i Ilim-Ilimma I.